# Pablo Calogero
Pablo Calogero (New York, 29 juli 1958) is een Amerikaanse jazzmuzikant (saxofoon, klarinet, fluit). Calogero maakte deel uit van de band van Karen Mantler, met wie twee albums werden gemaakt en toerde door Europa met de bigband van Carla Bley. Hij werkte ook samen met John Lindberg, Jaki Byard, Rashied Ali, James Newton, Steven Bernstein, Lonnie Jordan, Danny Frankel, Adam Rudolph, Yusef Lateef (In the Garden) en Phil Ranelin (Portrait in Blue). Ook speelde hij in de latinbands van Tito Puente, Mario Bauzá (Tanga), Bebo Valdés, Chico O'Farrill, Arturo O'Farrill (Song for Chico), Jerry Gonzalez en Andy Gonzalez. Ook was hij als muzikant en acteur betrokken bij de film Mambo Kings.

## Biografie
Pablo, geboren in New York, begon saxofoon te spelen in de 4e klas en later in lokale bands tijdens het bijwonen van de High School of Music & Art. Tijdens de middelbare school trad hij toe tot de Apollo Stompers van Jaki Byard, en later het Tito Puente Orchestra. In 1982 leidde Pablo zijn eigen band J. Walter Negro & the Loose Jointz naar Europa, met Arturo O'Farrill en Dennis Mackrel. Bij zijn terugkeer begon hij te spelen als sideman en studiomuzikant in het Latin-circuit van New York, waar hij werkte en opnam met enkele van de meest vooraanstaande artiesten van dit genre: Tito Puente, Mario Bauzá, Chico O'Farrill, Sergio Gorge, Willie Colon, Raphel Cortijo, Celia Cruz, Jose Alberto, Eddie Palmeri, het Machito Orchestra, Patato Valdez, Mongo Santamaria en anderen. Tegelijkertijd werkte hij samen met Rashied Ali, Carla Bley, David Sanborn, Gil Evans, Anthony Braxton, Wynton Marsalis en nog veel meer (destijds) minder bekende artiesten zoals Steven Bernstein (Sex Mob), Joe Bowie (Defunkt), Adam Rogers en Dave Binney (Lost Tribe). Tijdens de jaren 1990, terwijl hij samenwerkte met Tito Puente in The Bronx, werd hij gevraagd om in de film The Mambo Kings te verschijnen en de soundtrack op te nemen. Hij verhuisde tijdelijk naar Los Angeles om in de film op te treden. Toen hij terugkeerde naar New York, ging hij verder met toeren en opnemen met Mario Bauza. In 1995 trad hij toe tot het Count Basie Orchestra. Na anderhalf jaar vertrok hij om te toeren en op te nemen met Arturo O'Farrill en het Chico O'Farrill Orchestra. In 2000 verhuisde Pablo naar de westkust om te werken en te wonen en werkte hij samen met James Newton, Art Davis, Justo Almario, Bennie Maupin, Oskar Cartaya, Adam Rudolph, Martin Medeski & Wood, Jim Thirwel, Paul Simon en David Bowie, ook voor opnamen voor vele soundtracks en tv-spots. Pablo speelt momenteel baritonsaxofoon in het Afro Latin Jazz Orchestra (ALJO) van Jazz @ LincolnCenter. Hij heeft opnamen gemaakt met Bebo Valdés (Suite Cubana) en heeft begin 2016 een cd uitgebracht met Fabiano Nascimento Calendario Do Som, met muziek uit het gelijknamige boek van de componist Hermeto Pasqual.
- International Standard Name Identifier: 0000 0000 4465 6213
- Library of Congress Control Number: no2004105348
- Virtual International Authority File: 48150868283822072389